# オール・アイ・ウォント・イズ・ユー
「オール・アイ・ウォント・イズ・ユー」（All I Want Is You）は、U2が1988年のアルバム及びドキュメンタリー映画『魂の叫び』で発表した楽曲。翌1989年に、シングル・カットされた。
2002年には、ベルファイアによるカヴァーもアイルランドやイギリスでヒットしている。

## 概要
U2の楽曲「ウィズ・オア・ウィズアウト・ユー」のコーダにインスパイアされて生まれた曲である。歌詞はボノの妻・アリに捧げられている。レコーディングにはU2のメンバーに加えてベンモント・テンチ（キーボード）が参加し、また、ヴァン・ダイク・パークスがストリングス・アレンジを担当した。All I want is youという歌詞の後に掻き鳴らされるエッジのギターは、愛を告白されたアリの心情を表現しているのだという。ボノは「With or Without Youよりもいい曲」と自画自賛している。映画版『魂の叫び』ではエンドロールで使用された。
「God Part II」「All I Want is You」「Hawkmoon 269」、そしてシングルのB面に収録された「A Room at the Heartbreak Hotel」と「Hallelujah (Here She Comes)」は、プリンスを手掛けたこともあるデヴィッド・トリックルと一緒にカリフォルニア州ハリウッドにあるA&M Studiosでレコーディングされた。
『エンターテインメント・ウィークリー』誌が選出した「50グレイテスト・ラヴ・ソング」で9位、2011年に『ローリング・ストーン』誌が読者投票で選出した「The Best U2 Songs」では8位となった。

## 収録曲
Version 1（UK盤）
1. All I Want Is You (Single Edit)
2. Unchained Melody
Version 2（オーストラリア盤）
1. All I Want Is You (Single Edit)
2. Unchained Melody
3. Desire
4. Hallelujah (Here She Comes)
Version 3 カセットテープ（オーストラリア盤）
1. All I Want Is You (Single Edit)
2. Unchained Melody
3. Everlasting Love
4. Everlasting Love
Version 4（UK盤）
1. All I Want Is You (Single Edit)
2. Unchained Melody
3. Everlasting Love
Version 5 カセットテープ（オーストラリア盤）
1. All I Want Is You (Single Edit)
2. Unchained Melody
Version 6 カセットテープ（オーストラリア盤）
1. All I Want Is You (Single Edit)
2. Unchained Melody
3. Everlasting Love
Version 7 CD（日本盤）
1. All I Want Is You (Single Edit)
2. Unchained Melody
3. Everlasting Love
4. All I Want Is You (Album Version)

## PV
- 監督：メイアート・エイヴィス
- 出演：パオラ・リナルディ、パオロ・ロッシ
- プロデューサー：ネッド・オハンロン、ベン・ドゼット
- ロケ地：オスティア（イタリア）
- 撮影日：1989年4月18日
- リリース日：1989年6月

The Joshua Treeリリースからの喧騒に終止符を打つ『Rattle and Hum』から最後にシングルカットされた曲ということで、これまでとは違うサイレント映画仕立てのPVが構想された。ボノは「これまでのPVは曲を説明するようなものだったが、今回は曲の元の意味とは異なるインスピレーションを与えるものにしたかった」と述べている。ということでこのPVではU2のメンバーは最後にちらりと姿を見せるだけである。
脚本を書いたのはバリー・デブリン。サーカス団の小人が、ブランコ乗りの女に恋するというストーリーで、下地にしているのはトッド・ブラウニングの1932年の映画「フリークス」。この映画は奇形の人々のサーカス団を舞台としており、奇形の男性が美女に恋をするが、その美女は他の男性が好きという設定がこのPVと共通している。またヴィム・ヴェンダースの1987年の映画『ベルリン・天使の詩』とも白黒の映像、天使がサーカス団の女性に恋をする、主人公のダミエルがトランペッターであるという共通点がある。またはニール・パターソンというUKの映画脚本家が1951年に作った「The Life and Death of George Wilson」という短編映画に内容が酷似しているという指摘もある。
PVの結末は曖昧にされているが、これはこのPVのロケ地の近くで遺作となる『ボイス・オブ・ムーン』を撮影中だったフェデリコ・フェリーニへのオマージュである。最後に誰が死んだかについては諸説あり、これについてエッジは女の恋人だったトランペッターだと述べている。

## 他メディアでの使用例
- 『リアリティ・バイツ』（1994年）[18] - ウィノナ・ライダーやイーサン・ホークが出演している1994年のアメリカ映画のサントラに収録。映画公開に伴いシングル盤が再発され、USメインストリームロックチャートで38位を記録した。
- 『すべての美しい馬』 (2000) - コーマック・マッカーシー原作の2000年のアメリカ映画のトレイラーに使われている。
- 『コンテイジョン』（2011年）[19] - スティーブン・ソダーバーグ監督のこの映画のラスト、マット・ディモンの娘が恋人とダンスするシーンで「All I Want Is You」が流れる。

## カヴァー

### ベルファイア
アイルランドのガール・グループ、ベルファイアは、2001年のデビュー・アルバム『アフター・ザ・レイン』でカヴァーし、翌2002年にはシングル・カットされた。彼女たちは当初、スタジオに慣れることも兼ねてレコーディングしたところ、マネージャーのルイ・ウォルシュとジョン・レイノルズが感銘を受け、その音源をボノに聴かせたところ彼に気に入られたことから、改めてレコーディングされることになったという。
母国アイルランドのシングル・チャートでは5位に達し、自身2作目のトップ5ヒットとなった。全英シングルチャートでは4週チャート・インして最高18位に達し、自身2作目のトップ20入りを果たした。

### ブライアン・マックファーデンとローナン・キーティング
アイルランド人の歌手ブライアン・マックファーデンがローナン・キーティングとのデュエットでアルバム『ザ・アイリッシュ・コネクション』にカバー・バージョンを収録。

### その他のカヴァー
- レス・ポール&フレンズ - アルバム『レス・ポール・トリビュート』（2005年）に、ジョニー・レズニックをフィーチャリング・ゲストに迎えて収録。

## B面曲

### Unchained Melody
Righteous Brothersのカバー。この曲は後にライヴでも披露され、映像作品『Zoo TV: Live from Sydney』にも収録されている。

### Everlasting Love
ロバート・ナイトやラブ・アフェアーがヒットさせた曲のカバー。
→「エヴァーラスティング・ラヴ (ロバート・ナイトの曲)」